# Раде
Раде (нім. Rhade) — громада в Німеччині, розташована в землі Нижня Саксонія. Входить до складу району Ротенбург-на-Вюмме. Складова частина об'єднання громад Зельзінген.
Площа — 24,44 км2. Населення становить 1078 ос. (станом на 31 грудня 2021).